# Гостиница Коринтия
Гостиница Коринтия (прежние названия «Балтийская», «Невский Палас»), пятизвездочный отель в Санкт-Петербурге в 800 метрах от Московского вокзала, Россия на месте бывшей гостиницы «Балтийская» (название в годы СССР). Управлется транснациональным девелопером отелей Коринтия Хотелс Интернэшнл. Расположена на Невском проспекте, 57. Гостиница «Коринтия Санкт-Петербург» считается одной из самых роскошных гостиниц Санкт-Петербурга, наряду с гостиницами «Астория» и «Гранд-отель Европа» . Первая пятизвездночная гостиница с подземным паркингом в Санкт-Петербурге.
Отель «Невский Палас» был показан в шпионском фильме 1996 года « Полночь в Санкт-Петербурге» с Майклом Кейном в главной роли в роли Гарри Палмера.
В Отеле "Невский Палас" снимался клип "Где-то" группы Иванушки International в 1996 году, режиссёр - Олег Гусев.
В 2000—2010-х годах британской Arup была произведены масштабные работы по реконструкции с сохранением фасада здания (фасад здания стоит на бутовых фундаментах, с лежнями глубиной заложения 1,7 м.), которые привели к трещинам соседних зданий. Во время устройства свай для стены в грунте под защитной трубой слабый водонасышенный грунт расструктурился при погружении трубы (труба погружалась методом вибрирования) и стал затекать в трубу. Причиной стало то что бурение производилось до низа трубы (3-4 метра от низа трубы для противодействия заплыванию грунта не оставляли), что также привело к тому что объём вынутого грунта значительно превышал объёма бетона, который закачивался в трубу. Произошла вибрация свай, трещины которые возникли при устройстве свай раскрылись. Дом 59 по Невскому проспекту получил осадку 13 см, дом 55 по Невскому проспекту получил доп. осадку 17 см. и его пришлось разрушить (на его месте позднее осуществлялось строительство второй очереди гостиницы).
В строительстве второй очереди гостиницы «Невский Палас – Коринтия» (Невский пр., д. 59 и 55) осуществлялось научно-техническое сопровождение строительства подземной части сооружений этих зданий кафедрой геотехники СПбГАСУ, что позволило успешно провести строительство в сложных грунтовых условиях центра Санкт-Петербурга без ущерба для окружающей застройки.

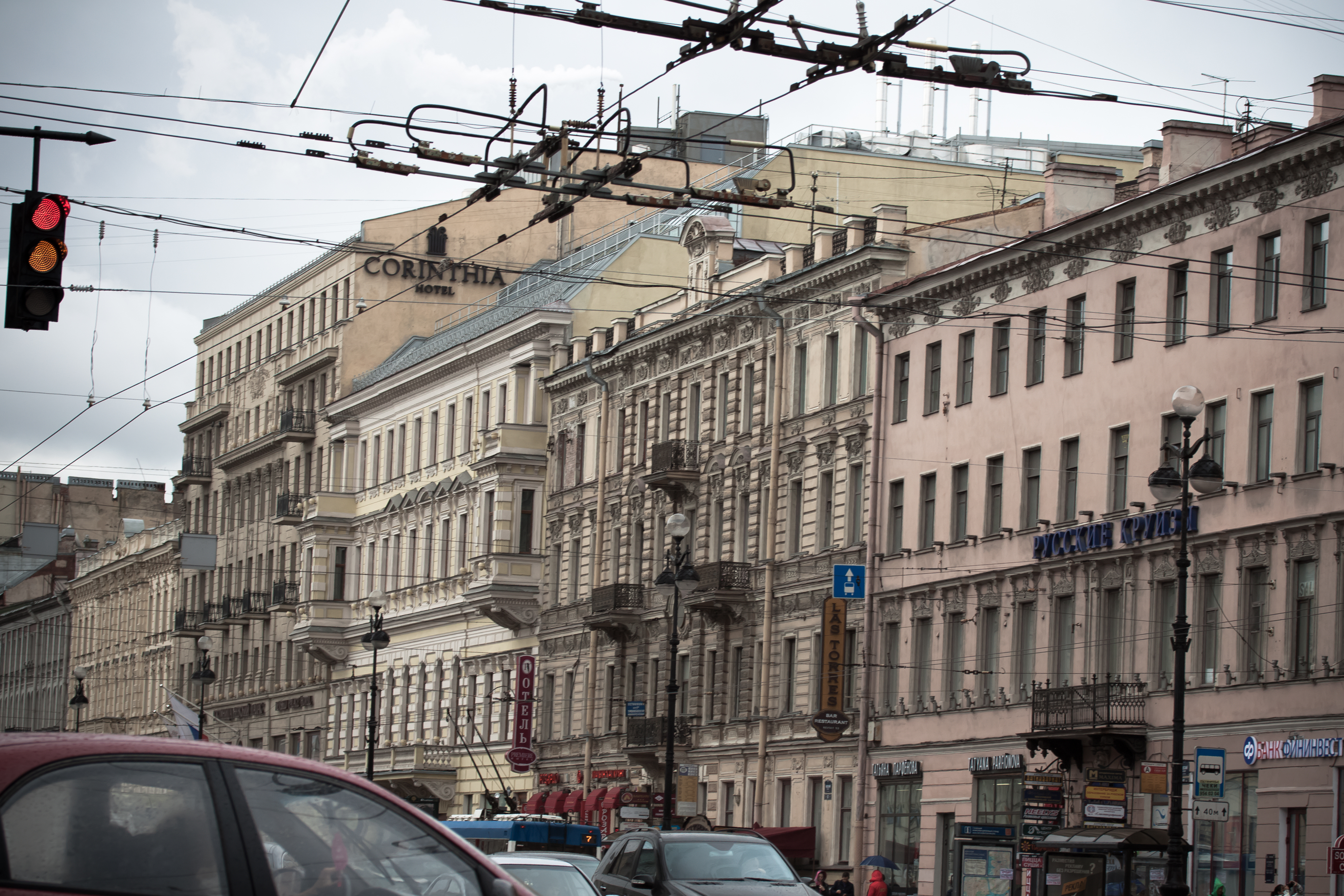